# شارع شيكاغو (مسلسل)
شارع شيكاغو مسلسل تلفزيوني درامي اجتماعي سوري من إنتاج شركة قبنض للإنتاج الفني كان من المقرر ان يتم عرضه في 1 رمضان 1441هـ الموافق 24 أبريل 2020، لكن توقفت أعمال التصوير بسبب جائحة فيروس كورونا، وتم تأجيله إلى 26 يوليو 2020 ليعرض على قناة أو أس إن. المسلسل من بطولة سلاف فواخرجي، مهيار خضور، عباس النوري، أمل عرفة، دريد لحام، نادين سلامة، نادين خوري وحسام الشاه.

## القصة
تدور أحداث المسلسل بين فترتي الستينيات من القرن الماضي والوقت الراهن ويتناول قصة ميرامار (سلاف فواخرجي) فتاة تهرب من عائلتها بمساعدة مراد (مهيار خضور) شخص بمثابة بطل شعبي لتتحدى المجتمع في ”شارع شيكاغو“، وهو شارع كان معروفاً في دمشق خلال تلك الفترة حيث كان يجتمع فيه المثقفون وأصحاب الموضة وتحصل فيه نقاشات فكرية واجتماعية.

## الشخصيات
| اسم الممثل   | الدور          |
| ------------ | -------------- |
| سلاف فواخرجي | عفاف / ميرامار |
| مهيار خضور   | مراد           |
| أمل عرفة     | سماهر          |
| عباس النوري  | مراد (2009)    |
| دريد لحام    | نعمان (2009)   |
| مالك محمد    |                |
| حسام الشاه   | اوغلو          |
| تيسير إدريس  | أبو يوسف       |
| جوان الخضر   | برهان          |
| نادين خوري   | نور الهدى      |
| ماهر الراعي  |                |
| نادين سلامة  | ميس            |
| وسيم الرحبي  | حسني           |
| نظلي الرواس  | جورجيت / جورجي |
| وائل رمضان   | يوسف           |
| شكران مرتجى  | ستيلا          |
| هدى الشعراوي | حواء           |
| وسيم شبلي    | الطاووس        |
| حسام سلامة   | نعمان          |
| همام رضا     | جواد           |

## إثارة الجدل
أثار مشهد ضمن الإعلان الترويجي للمسلسل جدلاً واسعاً بين رواد مواقع التواصل الاجتماعي. ويتضمن المشهد قبلة جمعت بين الممثلة سلاف فواخرجي والممثل مهيار خضور، وعرضت ضمن أحد المقاطع المصورة المخصصة للترويج للعمل.
وفي 15 يوليو 2020 نشرت سلاف فواخرجي الملصق الترويجي للمسلسل عبر حسابها على إنستغرام. وأطلت فيه أمام زميلها الممثل السوري مهيار خضور، وهما على وشك تقبيل بعضهما. بعض المعجبين شاركوا الملصق عبر مواقع التواصل الاجتماعي، معبرين عن حماستهم لمشاهدة العمل. وآخرين استنفروا، ووصفوا الملصق بـ«الخادش للحياء» الذي «لا يناسب العادات والتقاليد»، وتنبؤوا بـ«انهيار الدراما السورية بعد وصول مشاهد القبلات إليها»، والعديد من التعليقات الحادة ظهرت على صفحة سلاف فواخرجي على إنستغرام، مما دفعها إلى إلغاء ميزة التعليق على كل المنشورات المتعلقة بالمسلسل، وأعادت مشاركة بعض المنشورات التي دعمت العمل وأبطاله ودافعت عنه.